# Donji Davidovići
Donji Davidovići naseljeno su mjesto u općini Bileća, Republika Srpska, Bosna i Hercegovina.

## Stanovništvo

### Popisi 1971. – 1991.
| Donji Davidovići |               |               |               |
| godina popisa    | 1991.         | 1981.         | 1971.         |
| Srbi             | 111 (99,11 %) | 127 (95,49 %) | 199 (100,0 %) |
| Jugoslaveni      | 1 (0,893 %)   | 4 (3,008 %)   | 0             |
| Crnogorci        | 0             | 2 (1,504 %)   | 0             |
| ukupno           | 112           | 133           | 199           |

### Popis 2013.
| Donji Davidovići |              |
| godina popisa    | 2013.        |
| Srbi             | 21 (100,0 %) |
| ukupno           | 21           |

## Vanjske poveznice
- Službene mrežne stranice općine Bileća